# Oberpullendorf
Oberpullendorf (węg. Felsőpulya, burg.-chorw. Gornja Pulja, rom. Uprutni Pulja) – miasto powiatowe w Austrii, w kraju związkowym Burgenland, siedziba powiatu Oberpullendorf. 1 stycznia 2014 liczyło 3,06 tys. mieszkańców.

## Współpraca
Miejscowość partnerska:
- Bad Neustadt an der Saale, Niemcy